# Wallace Building
56 Pine Street es un edificio en Lower Manhattan, Nueva York (Estados Unidos). Originalmente conocido como Wallace Building en honor a su desarrollador, James Wallace, se encuentra en 56-58 Pine Street entre las calles Pearl y William en el Distrito Financiero. Fue construido entre 1893 y 1894 y fue diseñado por Oscar Wirz en estilo neorrománico.
Su fachada es de ladrillo, piedra y terracota y tiene columnas, ventanas profundamente empotradas y aberturas arqueadas redondeadas. Los paneles de flores y las cabezas de criaturas fantásticas que adornan la fachada de Pine Street son "algunas de las mejores tallas bizantinas de Nueva York".
El Wallace Building fue designado como un Hito Histórico de la ciudad de Nueva York en 1997 y se agregó al Registro Nacional de Lugares Históricos en 2003.